# 显叶金莲花
显叶金莲花（学名：Trollius pumilus var. foliosus）为毛茛科金莲花属下的一个变种。

## 扩展阅读
- 維基物種上的相關：显叶金莲花